# Stade gabésien (basket-ball)
Pour les articles homonymes, voir Stade gabésien.
Maillots
Le Stade gabésien est un club de basket-ball tunisien basé à Gabès et qui évolue en championnat tunisien de Ligue 1. Il est une section du club omnisports du Stade gabésien.
L'équipe est dirigée par le responsable de la section basket-ball, Boulbaba Meftah. Les affaires administratives sont quant à elles assurées par le secrétaire général, Khemais Ben Romdhane.

## Historique
Au cours de la saison 2015-2016, le TACAPES Basket-ball Club de Gabès connaît d'énormes difficultés financières, ce qui amène le Stade gabésien à l'intégrer comme l'une de ses sections. Ceci encourage les joueurs à viser l'accession en Ligue 1 et à l'obtenir.

### Emblèmes

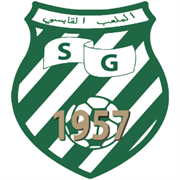
Ancien emblème du Stade gabésien.
Ancien emblème du Stade gabésien.
Emblème actuel du Stade gabésien.

## Palmarès
| National                                                   | International                                              |
| ---------------------------------------------------------- | ---------------------------------------------------------- |
| - Championnat de Tunisie D2 (2) : - Vainqueur : 2016, 2019 | - Coupe arabe des clubs champions (0) : - Troisième : 2013 |